# Generación del Olimpo
La generación del Olimpo, también llamada generación del 900, es el nombre con el que se conoce en Costa Rica a un grupo de intelectuales, maestros, historiadores, políticos y escritores de pensamiento liberal y positivista, cuyas ideas y propuestas filosóficas, políticas, académicas y culturales se reflejaron de las ciencias, las artes, la literatura y la política costarricense entre 1890 y 1920, que corresponde a la etapa histórica de Costa Rica donde se consolida el Estado Liberal. Entre los personajes destacados de la generación del Olimpo se pueden mencionar a los expresidentes Cleto González Víquez, Ricardo Jiménez Oreamuno y Julio Acosta García, el educador y político Mauro Fernández Acuña, el historiador Ricardo Fernández Guardia, el periodista Pío Víquez y los escritores Carlos Gagini, Aquileo Echeverría y Manuel González Zeledón, entre otros. Tradicionalmente se le conoce como generación del Olimpo en referencia a los Dioses del Olimpo de la mitología clásica, porque la mayoría de ellos pertenecían a una élite oligárquica con poder político y económico obtenido del comercio internacional del café durante la segunda mitad del siglo XIX, además de por la arrogancia de muchos de sus integrantes, en la opinión de algunos de sus detractores. La generación del Olimpo tuvo un papel protagónico en la gestación de la cultura, la identidad nacional y la consolidación del Estado costarricense.

## El Olimpo político
En el decenio de 1880, en Costa Rica se impulsaron una serie de reformas de corte liberal, impulsado por un círculo de intelectuales, científicos y políticos apodado "el Olimpo", debido a la forma soberbia con que llevaron a cabo estos cambios. Este círculo se conformó durante la dictadura del general Tomás Guardia Gutiérrez (1870-1882) y de sus sucesores, Próspero Fernández Oreamuno y Bernardo Soto Alfaro (1882-1889). Los objetivos del Olimpo incluían la secularización y europeización de la burguesía y de otros grupos urbanos, adscritos a la ideología capitalista y positivista del progreso. Al mismo tiempo, buscaban "civilizar" a las culturas populares, convirtiendo a las personas de las clases bajas en ciudadanos alfabetizados, identificados con la disciplina laboral y sexual, la higiene, la ciencia y la patria. Ayudados por la expansión de la administración pública, el Olimpo se dio al esfuerzo de modernizar al país, difundiendo los valores burgueses, estimulando el capitalismo y fortaleciendo al Estado.
La primera fase de la modernización del Estado costarricense se dio entre 1884 y 1889, y alcanzó tres logros principales en lo que se refiere al aspecto cultural:
- la invención de la nación costarricense.
- el impulso decisivo de la alfabetización popular.
- la delimitación de la esfera de influencia de la Iglesia católica.

La formación de la identidad nacional giró en torno al rescate de los hechos y figuras de la Campaña Nacional de 1856-1857. A su vez, se dio una incorporación de los sectores populares en las contiendas políticas a partir de la introducción del sufragio directo, principalmente entre 1897 y 1913, con un incremento de la participación ciudadana inscrita en el padrón electoral, que pasó del 39 al 80%.
Fue en este periodo que se dio la construcción de una gran cantidad de infraestructura nacional destinada al servicio del estado: un Archivo (1881), un Museo (1887), una Biblioteca (1888), un Instituto Físico-Geográfico (1888) y un Teatro (1897). También se dio la develización de los principales monumentos del país, dedicados a la Campaña Nacional: el Monumento Nacional (1895) y la estatua de Juan Santamaría (1891).
La intelectualidad del Olimpo impulsó decisivamente la educación y la salubridad pública. El Estado, además, fomentó la profesionalización de la policía, inauguró una moderna penitenciaría en San José, y fortaleció su apoyo a la vigilancia de las familias pobres, efectuada por organizaciones de beneficencia.

## El Olimpo literario
Véase también: Literatura de Costa Rica: la generación del Olimpo

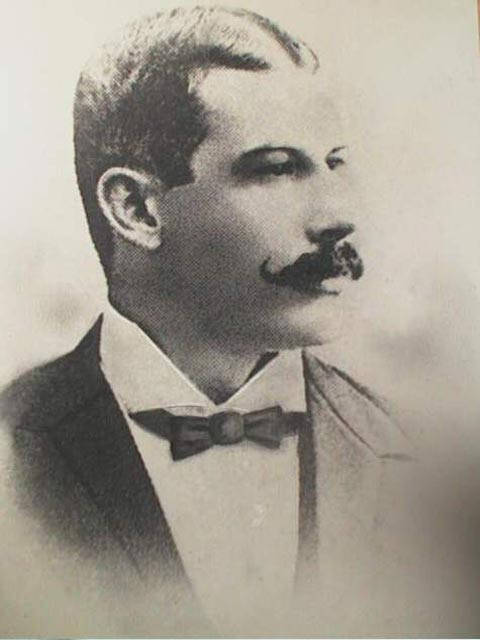
Aquileo J. Echeverría, el poeta de Costa Rica, es quizás el autor más conocido del periodo correspondiente a la generación del Olimpo en la literatura de Costa Rica. Su obra Concherías (1905), obra magna del costumbrismo literario costarricense, es considerada un clásico nacional.

Mientras los políticos se encargan de montar el nuevo Estado liberal en las últimas dos décadas del siglo XIX, un grupo de intelectuales conformado por maestros, historiadores y escritores se encargan de elaborar una nueva mitología oficial costarricense, con su historia, cultura y literatura nacionales. La preocupación de los miembros de El Olimpo en construir una identidad nacional a finales del siglo XIX los llevó a esforzarse en producir una literatura nacional costarricense. La producción, importación y circulación de libros y folletos sufre un cambio cualitativo a partir de 1880, descendiendo sustancialmente la proporción de textos oficiales y devotos, mientras aumenta el número de obras científicas, ensayos sociales y obras literarias. A partir de 1890, circulan en el país textos de los escritores de moda en Europa, a través de diarios y revistas culturales que se van consolidando. Es así como se imprimen los primeros libros de literatura nacional, puesto que durante la Colonia y casi todo el siglo XIX, la producción literaria en el territorio costarricense fue poco importante. Hacia finales del siglo XIX, el único género que había tenido un poco de desarrollo era el cuadro de costumbres.
La primera promoción histórica de escritores costarricenses corresponde a los miembros de El Olimpo, cuyos autores han venido a ser considerados como los clásicos de la literatura nacional. Estos escritores fueron los primeros en discutir sobre las posibilidades o características de la literatura, los primeros en publicar libros y revistas literarias, en elaborar modelos sistemáticos de representación literaria de la realidad nacional. Esta primera promoción está conformada por escritores nacidos en las décadas de 1850 y 1860, entre los que figuran:
- Manuel de Jesús Jiménez Oreamuno (1854-1916), hijo del expresidente Jesús Jiménez Zamora y hermano del también presidente Ricardo Jiménez Oreamuno, fue también candidato a presidente y varias veces diputado. En 1902, publicó una serie de Cuadros de costumbres en los que intentó resumir su visión del desarrollo costarricense desde finales de la colonia hasta inicios de la república independiente.

- Jenaro Cardona Valverde (1863-1930) fue empleado público y diplomático, inició su actividad literaria como poeta y finalizó como autor de dos de las principales novelas de la promoción: El primo (1905) y La esfinge del sendero (1916).

- Pío Víquez (1850-1899) fue periodista y escritor, fundador del diario El Heraldo de Costa Rica, autor de artículos de costumbres, relatos de viaje y crítica social y política, cargados de ingenio, humor e ironía.

- Carlos Gagini (1865-1925) fue maestro y lingüista, realizó importantes investigaciones sobre los idiomas indígenas de Costa Rica y el lenguaje vernáculo costarricense, cultivó casi todos los géneros literarios: autor de un volumen de poesías, dos volúmenes de cuentos (Chamarasca, 1898; Cuentos grises, 1918), tres novelas (El árbol enfermo, 1918; La caída del águila, 1920; La sirena, 1920), varias obras dramáticas y una obra de teatro (Don Concepción), escritas entre 1890 y 1920.

- Ricardo Fernández Guardia (1867-1950) fue diplomático, historiador y escritor, es uno de los fundadores de la historiografía costarricense. Escribió tres volúmenes de cuentos (Hojarasca, 1894, primer libro de cuentos de Costa Rica; Cuentos ticos, 1901; La miniatura, 1920), una comedia (Magdalena, 1902) y un volumen de crónicas coloniales (1921), luego de lo cual se dedicó a la investigación histórica.

- Manuel González Zeledón, Magón (1864-1936) fue periodista, empleado público y diplomático, escribió a partir de 1895 un considerable número de relatos cortos costumbristas con los que introdujo en la literatura nacional la estilización del lenguaje y las costumbres nacionales. Destaca entre sus obras el cuento La propia.

- Aquileo Echeverría (1866-1909) fue periodista, bohemio, empleado público y pulpero, constituye junto a su primo Magón el binomio que representa al costumbrismo en la literatura de Costa Rica de esta época. Es conocido especialmente por su obra Concherías (1905), considerado uno de los primeros clásicos de la literatura nacional. Concherías es una colección de romances costumbristas que procuran la estilización del lenguaje oral y las tradiciones campesinas y populares. En 1891, se publica el primer libro de contenido editado en Costa Rica, La lira costarricense, antología de poesía nacional, recopilada por Máximo Fernández, en la cual se compilan obras de muchos de autores contemporáneos suyos. La poesía de la generación del Olimpo seguirá los códigos del neoclasicismo y el neorromanticismo, con una notable excepción: la poesía costumbrista de Aquileo Echeverría. El poeta nicaragüense Rubén Darío consideró en vida a Aquileo "el poeta de Costa Rica".[4]

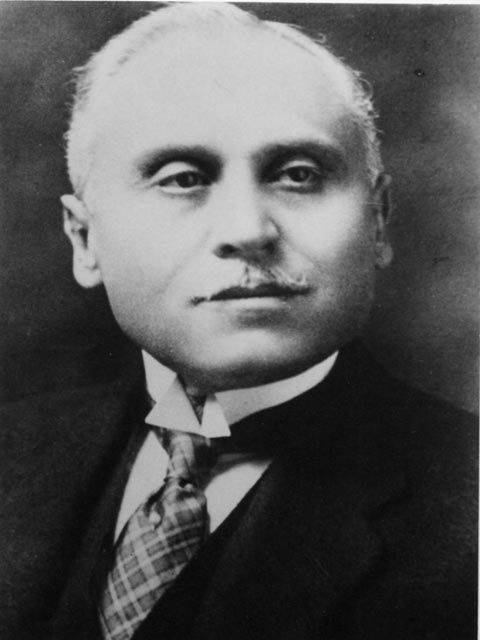
Ricardo Fernández Guardia es considerado el padre de la historiografía nacional, fue el autor del primer libro de cuentos costarricenses, Cuentos ticos (1901).

Se suele incluir entre estos escritores también la contribución del guatemalteco Máximo Soto Hall (1871-1943), quien vivió y publicó algunas obras en Costa Rica entre 1896 y 1902.
El papel histórico, literario e ideológico de estos autores consistió en elaborar un modelo de literatura nacional que correspondiera al proyecto nacionalista y civilizador que se iniciaba bajo el signo del liberalismo oligárquico. Los autores de la generación del Olimpo ofrecen en sus textos la imagen de una sociedad en transición donde coexisten, sin asimilarse ni excluirse plenamente, el discurso de la tradición y el discurso de la modernidad. El discurso de la tradición está asociado a la conservación de ciertas tradiciones y costumbres de carácter casi ritual, apareciendo como índice de identidad y armonía, legitimando el orden y la conciencia sociales y la integridad moral, aunque también pueden aparecer vistas como signo de inercia, caducidad y conservatismo, que conlleva a la decadencia y la incapacidad de adaptarse a la modernidad. El discurso de la modernidad, por su parte, está asociado al individualismo, el crecimiento de las relaciones mercantiles, el poder del dinero, la disolución de los vínculos tradicionales: puede ser sinónimo de libertad y progreso, pero también de descomposición moral y social, libertinaje, enajenación, agente de ideas y costumbres exóticas que producen pérdida de la identidad nacional.
El Olimpo es oligárquico, liberal, aristocrático y burgués. La imagen de la realidad nacional de sus escritores se limita al Valle Central de Costa Rica, hábitat de la oligarquía cafetalera, y excluye los espacios de las culturas indígenas, el Caribe y las regiones ganaderas y mineras del noreste del país. De esa manera, facilita la identificación oligárquica con la cultura europea, fortaleciendo la imagen de un país de homogeneidad racial y cultural, bajo el patrón de una nación occidental civilizada. Sin embargo, sus escritos poseen ambivalencia: los autores se identifican a sí mismos como liberales, pero en sus textos manifiestan desconfianza hacia las consecuencias sociales y morales del individualismo burgués, el progreso capitalista, el crecimiento del mercado y la disolución de la sociedad tradicional. La vida costarricense es, en los textos del Olimpo, un mundo social en trance, donde se añoran las tradiciones y costumbres nacionales, las cuales se ven corroídas por los valores de la modernidad capitalista.
Los movimientos literarios que predominan en estos escritores son:
- el costumbrismo, donde se da una reproducción de la realidad a medio camino entre la idealización nostálgica y el distanciamiento irónico o burlón, de ciertas costumbres, anécdotas y tradiciones patriarcales o campesinas. Los textos las ofrecen como la edad de oro, el paraíso perdido o a punto de perderse, de los valores y tradiciones nacionales (Crónicas coloniales de Fernández Guardia, Cuadro de costumbres de Jiménez, relatos costumbristas de Magón y Concherías de Echeverría), donde las obras de Aquileo y Magón amplían los límites del discurso literario costarricense al incorporar las culturas y los lenguajes orales y populares ajenos a la cultura letrada, en contraposición con las posiciones europeístas o academiscistas[7]
- el realismo, con la presencia de obras dramáticas que plantean problemas morales y sociales que suponen la substitución de las costumbres tradicionales por las nuevas prácticas de la modernidad, confundiendo la realidad con la imagen oficial de la nación promovida por los intelectuales del Olimpo. En general, los textos realistas del Olimpo tienden a la idealización del núcleo familiar oligárquico-patriarcal, con defensa de los valores tradicionales considerados "nacionales", estableciéndose una homología entre familia oligárquica y nación, donde se asimila el dominio del padre sobre la esposa, los hijos y el patrimonio con el dominio político-social del patriarcado sobre el pueblo, favoreciéndose una formación social elitista, jerárquica y represiva que controla todos los ámbitos de la vida: la sujeción de la mujer - ser histérico y neurótico, incapaz de controlarse a sí misma - al varón,[8] de los hijos a los padres, del placer sexual al matrimonio y la procreación, del campesino y la cultura popular a la oligarquía y la élite letrada, de la conciencia individual a la ley. La fidelidad a estas leyes tradicionales garantiza la identidad nacional y la moralidad, y su ruptura, la enajenación, el caos y la disgregación social.[9]

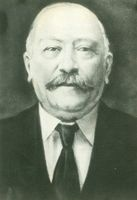
La obra de Carlos Gagini, nacionalista y antiimperialista, abarcó varios géneros literarios.

Entre los motivos de los escritos del Olimpo, se pueden citar: la descomposición social y la pérdida de la identidad nacional asociada a la desintegración del núcleo familiar oligárquico-patrimonial; el placer sexual y la relación erótica extramarital como elementos amenazantes del orden social, la unión familiar y la moralidad (obras de Gagini, Cardona o Magón); el motivo erótico asociado a la seducción ejercida sobre la comunidad nacional por ideas y prácticas exóticas extranjeras (El problema, de Soto Hall; El árbol enfermo y La caída del águila, de Gagini), donde el extranjero, principalmente el estadounidense, es a la vez voz aliada de civilización y progreso, y voz ajena y hostil que amenaza con la enajenación y pérdida de identidad nacional; la incapacidad del campesino, por su deficiente formación cultural y carencia de educación, de administrar adecuadamente el poder económico, donde sus ambiciones de ascenso sociopolítico se convierten en una amenaza a la integridad moral y el orden social, desencadenando un proceso de degradación moral, generando un trato irónico o satírico, a veces abiertamente despectivo (El primo, La propia, Don Concepción, Magdalena); el poder del dinero, sin el adecuado control ejercido por la educación y las costumbres oligárquicas, generalmente ligado a la figura del gamonal o el extranjero (cuentos de Gagini); las relaciones entre el campo y la ciudad, donde el campesino es baluarte de la identidad nacional, contrapuesto a la ciudad, fermento de nuevas fuerzas e intercambios sociales que corrompen los vínculos tradicionales (El primo, La esfinge del sendero, La sirena, La propia, Don Concepción).
La madurez de los escritores del Olimpo deberá coexistir con la introducción del modernismo, principalmente de la mano de poetas como Roberto Brenes Mesén, Lisímaco Chavarría, Rubén Darío (que vivirá en Costa Rica por un tiempo pero cuya influencia será muy fuerte) y otros, y coincidir con la aparición de una segunda promoción de escritores que iniciará los cuestionamientos al modelo impuesto por el Olimpo: la generación del Repertorio Americano.